# Arima (Trinidad y Tobago)
Arima es un borough y una localidad de Trinidad y Tobago.

## Geografía
El borough abarca parte de la isla Trinidad y limita al norte con Arima Heights-Temple Village y la sección norte de la localidad de Maturita, al sur con Carapo, Peytonville y La Horquetta, al este con Maturita, Pinto Road y Santa Rosa Heights y al oeste con Sherwood Park , Olton Road y Samaroo Village, todas ellas, localidades de la región de Tunapuna-Piarco.
Arima es la cuarta ciudad más grande de la isla y de Trinidad y Tobago y contiene y apoya la única comunidad indígena organizada en el país, la Comunidad Caribe de Santa Rosa y es el asiento de la reina del Caribe (actualmente Valentina Medina).[cita requerida]

## Historia
Arima fue fundado en 1757 por los frailes Capuchinos como una misión para convertir la población Amerindia al cristianismo. 
Arima solicitó a la reina Victoria del Reino Unido ser elevada a municipalidad como parte de su jubileo de oro en 1887. Esto fue concedido al año siguiente y Arima se convirtió en una ciudad real el 1 de agosto de 1888. Históricamente la tercera ciudad de Trinidad, Arima ha caído a la cuarta posición mientras que Chaguanas ha crecido en ser la ciudad más grande del país.

## Organización territorial
El borough consta de ocho localidades:
- Arima
- Calvary Hill
- Carib Homes
- Malabar
- Maturita (parcial)
- Mount Pleasant
- O'Meara Road
- Tumpuna Road

## Demografía

### Borough
Datos demográficos del borough de Arima:
| Gráfica de evolución demográfica de Arima entre 2000 y 2011 |
|                                                             |

### Localidad
Datos demográficos de la localidad de Arima:
| Gráfica de evolución demográfica de Arima entre 2000 y 2011 |
|                                                             |